# Vénus avec Cupidon voleur de miel (Rome)
Pour les articles homonymes, voir Vénus avec Cupidon voleur de miel.
Vénus avec Cupidon voleur de miel est un tableau réalisé vers 1531 par le peintre de la Renaissance allemande Lucas Cranach l'Ancien. Cette huile sur panneau est une peinture mythologique qui représente la déesse Vénus et son fils Cupidon nus près d'un arbre dans le tronc duquel le jeune Amour a trouvé un rayon de miel, ce qui lui vaut d'être assailli par des abeilles.
L'œuvre est conservée à la Galerie Borghèse, à Rome, en Italie. La Vénus avec deux amours d'Andrea Piccinelli lui sert de pendant depuis des siècles. Ailleurs dans le monde, il en existe de nombreuses versions, notamment à la National Gallery de Londres, au Royaume-Uni. Celle-ci est cependant la plus grande, les figures étant de taille réelle. 

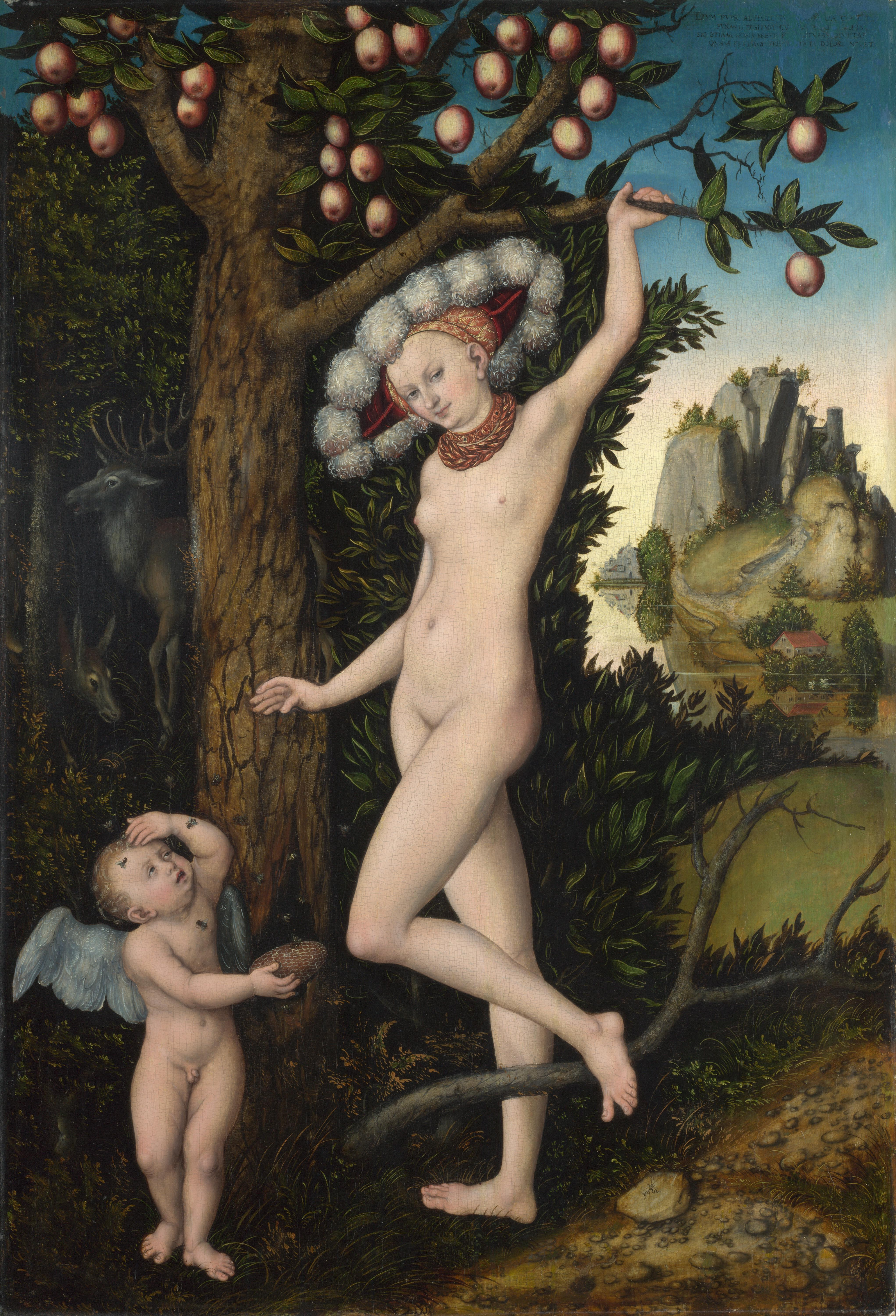
Vénus avec Cupidon voleur de miel, 1526-1527 – National Gallery, Londres.
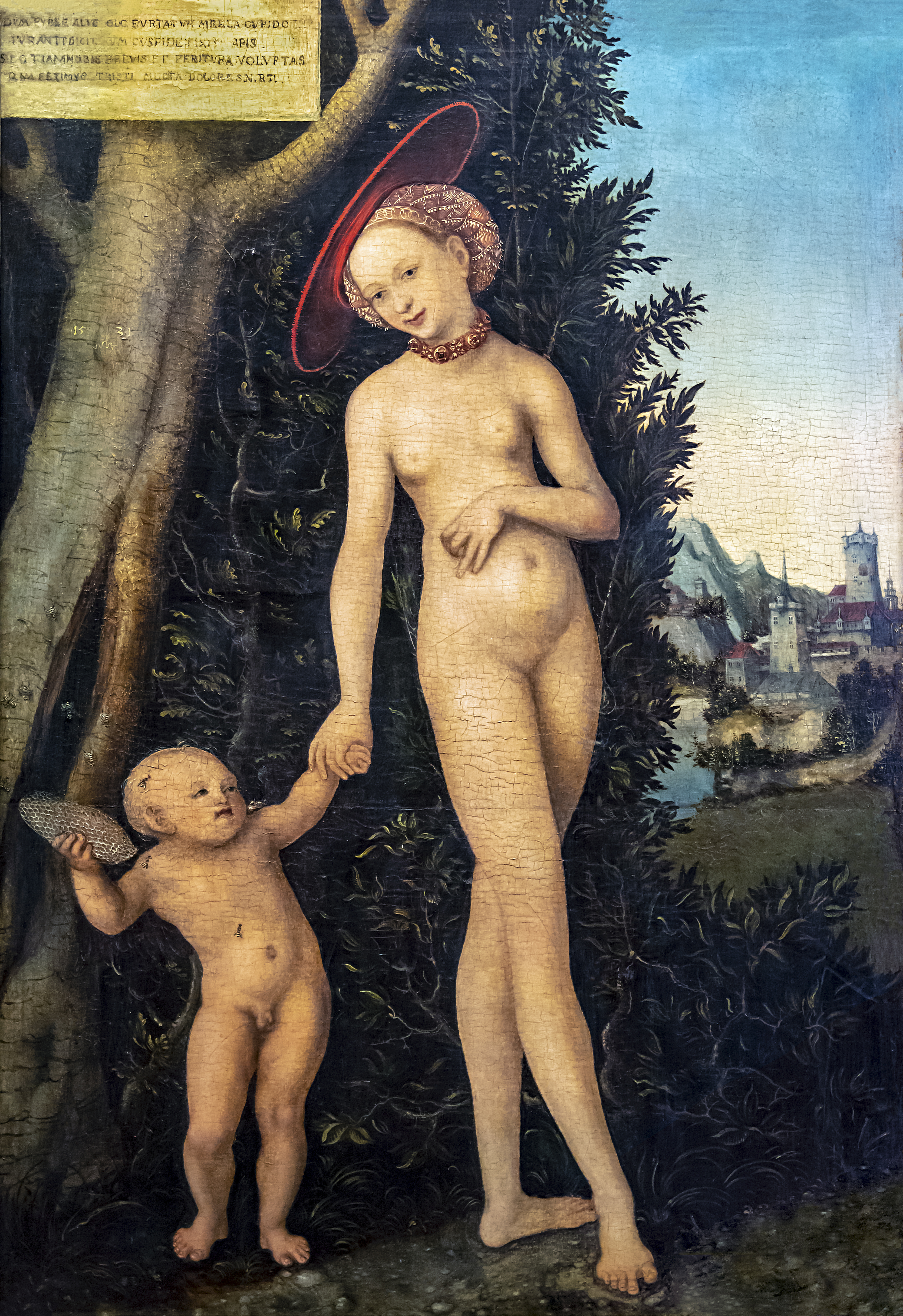
Vénus et Cupidon volant du miel, 1531 – Fondation Bemberg, Toulouse.
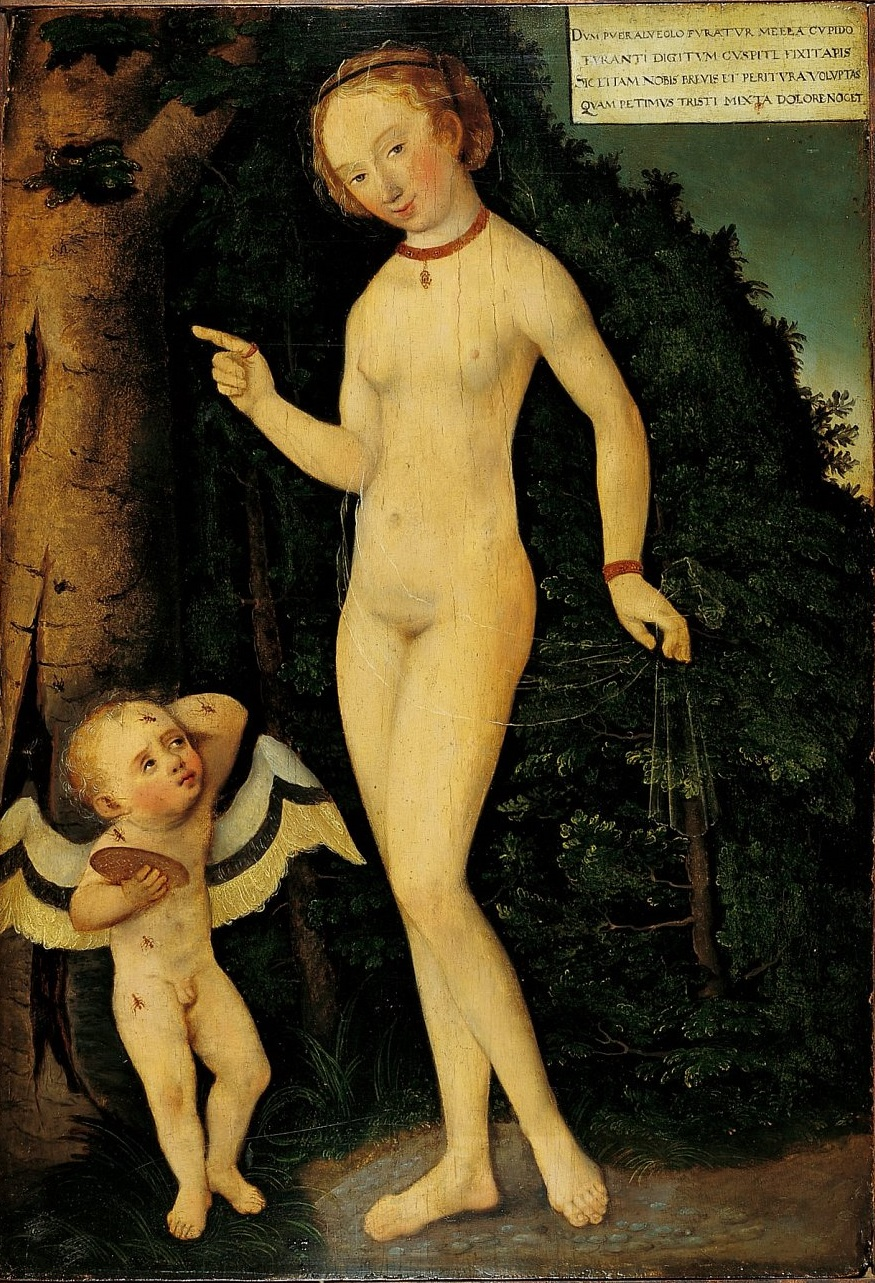
Vénus et l'Amour voleur de miel, vers 1535 – Musée des Arts décoratifs, Paris.